# Mitribah

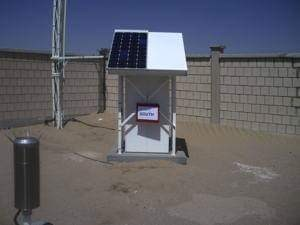
Mitribah

Mitribah é um posto de medição meteorológica no noroeste do Kuwait. Em 21 de julho de 2016, a temperatura do ar neste local chegou a 54,0 ºC, o que constitui a mais alta temperatura registada na Terra